# Rue Xhovémont
La rue Xhovémont est une rue ancienne de la ville de Liège (Belgique). Elle relie la rue Hocheporte à la place Jules Seeliger

## Toponymie
Hové est un mot wallon signifiant balayé. Le Xhovémont serait le mont balayé par les vents. Le lieu est précédemment nommé Scovémont puis Hovemont (carte Ferraris de 1777). Xhovémont est situé entre deux fonds, le Val du Moulin (Molinvaux) et Falcompire (Fond Pirette).

## Situation et description
Cette rue en côte mesurant environ 930 mètres est scindée en deux sections assez différentes qui ont été séparées par un rond-point menant au boulevard des Hauteurs et au boulevard Léon Philippet.
La partie prolongeant la rue Hocheporte est une rue pavée à forte déclivité (longueur de 550 m et dénivelé de 60 m soit une côte au pourcentage moyen de 11 %).
La partie haute de la rue, asphaltée, s'aplanit et s'élargit.

## Patrimoine
La rue possède deux édifices religieux du XVIIe siècle repris à l'inventaire du patrimoine culturel immobilier de la Wallonie :
- une potale encastrée dans un haut mur de pierre calcaire surmonté de briques et envahi par le lierre se situe à l'angle avec la rue Naimette. Cette potale possède une écriture en chronogramme la datant de 1685. Le chronogramme est le suivant : "Passants, aDorez toVs ICI IesVs, saLVez MarIe et Ioseph son espoVX."[1].
- la chapelle Notre-Dame de Xhovémont est située en face de la rue Wesphal. Cet édifice quadrilatère (12,5 m sur 7 m) à deux travées en brique a été élevé au cours du XVIIe siècle mais a été remanié au XVIIIe siècle (porte) ainsi qu'en 1924 et 1954 comme indiqué sur une plaque commémorative. En façade, il présente une porte avec encadrement en pierre de taille, une niche ouvragée en pierre de taille renfermant une statue, deux baies rectangulaires placées latéralement et un clocheton carré. Un Christ en croix est adossé au chevet du bâtiment[2].

La rue partage avec les rues avoisinantes un ensemble de logements sociaux construits dans le style moderniste d'après les plans de G. Faniel à partir de 1949, pour la société coopérative La Maison liégeoise.

## Activités
L'école communale Xhovémont-Philippet se trouve au carrefour de la rue Xhovémont et du boulevard Léon Philippet. Elle jouxte le parc de Xhovémont et le complexe sportif de Naimette-Xhovémont.

## Voiries adjacentes
- Rue Hocheporte
- Rue Naimette
- Rue Georges Rem
- Rue des Buissons
- Rue des Métiers
- Rue des Églantiers
- Boulevard Léon Philippet
- Boulevard des Hauteurs
- Rue Auguste Donnay
- Rue Wesphal
- Rue Wibrin
- Rue Martin-Luther-King
- Rue de Rocourt
- Place Jules Seeliger